# 殺人屋

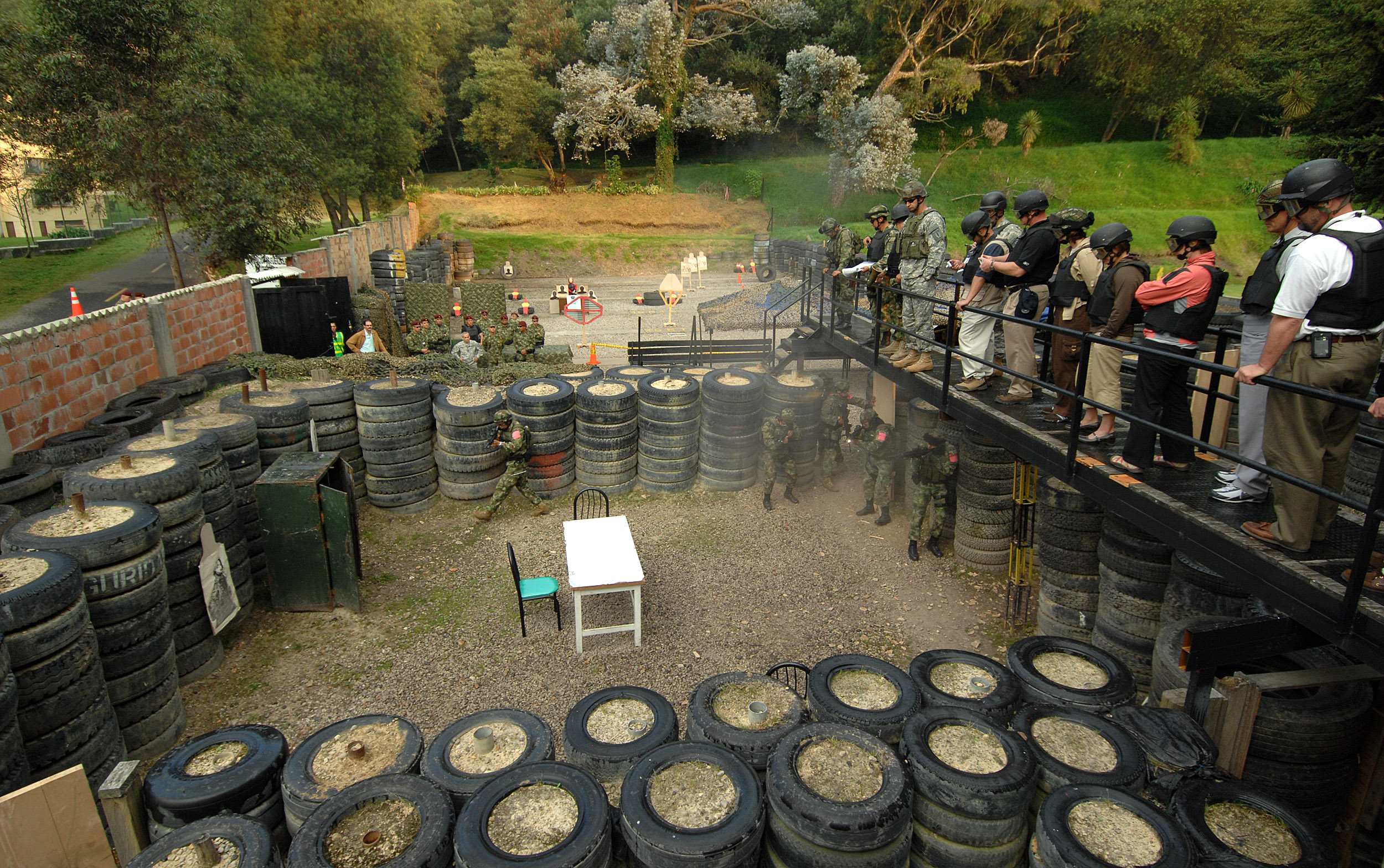
戶外的露天殺人屋，哥伦比亚陸軍栗扁帽特種部隊正在進行訓練

殺人屋（英語：Kill house）是一個軍事射擊場，又稱為射擊屋。在城鎮戰的環境，它是一種以近距離射擊來達成的實彈訓練，也用在執法人員的近距離射擊訓練。原本它是被模擬成住宅區、商業區與工業區的環境，通常可以提升突擊部隊的環境滲透能力，並且找出最佳方法來達成最高效率的作戰優勢。它的建築材料是可以隨著需求來任意組合的，訓練成本是以需求與現有的資源來加以計算。就像其他的射擊場一樣，訓練人員一定要遵守作戰規則來達到訓練課程的安全性。

## 用途

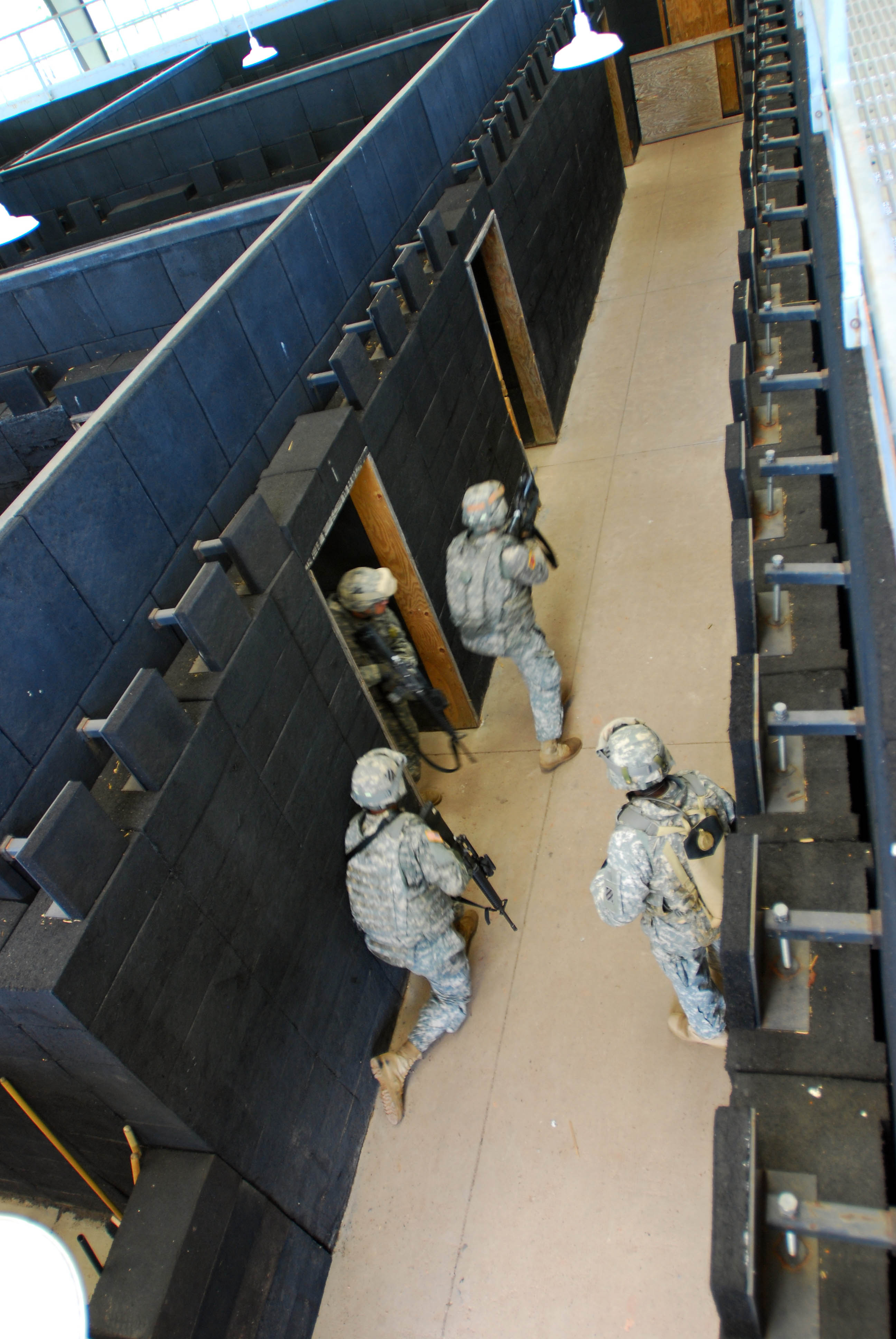
美国陆军用實彈在殺人屋內進行演練

殺人屋是一種室內的實彈射擊場，它是可以依訓練需求而變更的居住環境並加以重新組合，它所使用的牆壁與樓板材料可以安全地吸收近距離的實彈射擊。當軍人與警察被授權使用大量作戰武力的狀況之下，通常他們會用它來面對各種不同的城鎮戰劇本來進行訓練。這些劇本，也就是面臨的作戰狀況包括清除居住房間與公寓的恐怖威脅、破門行動，還有人质與非戰鬥人員救援行動。
簡易的殺人屋沒有加裝實彈安全的建築工事，為了安全性而不傷到室外人員與觀眾，訓練人員所使用的彈藥都是空包彈，或是利用空槍射擊之類的方法來進行訓練。還有，甚至可以隨著需求來進一步架設玻璃屋，只要根據平面圖，以實體尺寸在地面上利用封鎖膠帶或道路標線就可以規劃並且標註訓練環境。

## 開放使用
為了提供服務給軍事人員與警察來使用，就像射擊靶場一樣是可以開放公開使用的。例如，梅吉特訓練公司有提供協助架設殺人屋的服務，可以架設永久使用的殺人屋，也有可移動式的殺人屋。也有一群殺人屋的狂熱玩家會自行架設殺人屋，供其他玩家使用，或是其他的娛樂目的。不過，殺人屋的主要用途依舊還是做為軍事訓練之用。